# Нервове кодування
Нервове кодування — це переробка вхідної сенсорної інформації нейронами і нейронними мережами в нервовій системі. Основна мета вивчення нервового кодування полягає у характеризації залежності між стимулом і відповіддю індивідуальних нейронів або нейронних ансамблів, а також взаємозалежності у відповідях нейронів у нейронних ансамблях. Вважається що нейрони кодують як цифрову так і аналогову інформацію.

## Огляд
Нейрони мають виняткову властивість швидко поширювати сигнали на великі відстані. Вони здійснюють це за допомогою генерації потенціалів дії (інша назва — спайки), які поширюються нервовими волокнами. Сенсорні нейрони змінюють свою активність, змінюючи часовий патерн послідовності потенціалів дії, у відповідь на присутність зовнішніх сенсорних стимулів, наприклад світла, звуку, смаку, запаху і дотику. Відомо що інформація про стимул кодується в патерні потенціалів дії і передається в мозок. 
Хоч потенціали дії варіюють у часовій протяжності, амплітуді та формі, вони зазвичай розглядаються як ідентичні стереотипні події у вивченні нервового кодування. Якщо ігнорувати тривалість потенціалів дії (зазвичай вона становить 1 мс), послідовність потенціалів дії (ланцюг/серія спайків — англ. spike train) може бути охарактеризована серією подій типу «все-або-нічого» в часі. Тривалість міжспайкових інтервалів (часове кодування) варіюється скоріше випадковим чином. Вивчення механізмів нервового кодування включає вимірювання і характеристику того як атрибути стимулу (наприклад інтенсивність світла чи звуку, у випадку рухів — це може бути напрямок руху руки) відображаються у потенціалах дії нейрону. Для опису кодування потенціалами дії використовуються статистичні методи, методи теорії ймовірності та теорія випадкових процесів. 

## Кодування і декодування
Зв'язок між стимулом і відповіддю може вивчатись з двох протилежних точок зору. Нервовим кодуванням називають відображення стимулу на відповідь. Тут фокусуються на розумінні того як нейрони відповідають на різноманітні стимули і побудувати моделі що стараються передбачити відповіді на інші стимули. Нервовим декодуванням називають обернене відображення, з відповіді на стимул, і завданням є відтворити стимул, або деякі його аспекти з послідовностей потенціалів дії які ті викликають.

## Схеми кодування

### Частотне кодування
Частотне кодування - це схема кодування що припускає що більшість (якщо не вся) інформація про стимул міститься в частоті нервових імпульсів нейрону. Через те що послідовність імпульсів які генеруються у відповідь на цей стимул різниться в різних експериментах, нейронні відповіді зазвичай розглядаються статистично або пробабілістично. Їх можуть характеризувати за частотою імпульстів, а не за конкретною їх послідовністю. В більшості сенсорних систем, частота імпульсів збільшується (зазвичай нелінійно) зі збільшенням інтенсивності стимулу. Будь-яка інформація, можливо закодована в часовій структурі послідовності імпульсів ігнорується. 

### Розріджене кодування
Розріджене кодування - це коли кожен елемент кодується сильною активацією відносно малої множини нейронів. Для кожного елемента використовується інша підмножина доступних нейронів.

## Кодування часу
Процес кодування часу головним мозком відбувається за дії таких чинників як сприйняття часу, досвід, усвідомлення проходження часу та пам’ять розпізнавання (спогади та знайомство).

### Відтворення часових інтервалів
На основі досліджень переходу «референсна пам'ять — компаратор» (англ. the reference memory store — сховище довідкової пам'яті, reference — давати посилання, відсилати, довідка) при відтворенні часових інтервалів за моделлю передбачуваної обробки часу (The attentional-gate model of prospective duration timing) Блока і Цакая (Richard A Block, Dan Zakay, 1996) було встановлено, що перенесення інформації про часовий інтервал з референсної пам'яті до компаратору робить певний внесок як у стандартну похибку відтворення інтервалу, так і у варіативність його відтворення.
Існує взаємозв'язок кількості інформації про інтервал, що передається з референсної пам'яті до компаратору і тривалістю самого часового інтервалу. Зростання тривалості інтервалу спричинює збільшення обсягу темпоральної інформації. 
Зростання обсягу інформації, що зумовлене зростанням тривалості самого інтервалу, призводить до парціального відтворення інтервалу, що відбувається за умови тривалості стимульного інтервалу, більшої ніж три секунди. У цьому разі досягається більша економічність в обробці часової інформації.  
На основі винайдених в ході досліджень варіативних розбіжностей відтворення часових інтервалів є судження, що мозок застосовує різні методи переходу «референсна пам'ять — компаратор» залежно від способу відтворення. Ділянки мозку, які значною мірою пов'язані з різними аспектами поведінки та суджень, пов'язаних з часом, включають дорсолатеральну префронтальну кору, передню цингулярну кору та гіпокамп. Тепер[коли?] біопсихологічні дані не однозначно призводять до прийняття або цілковитого відхилення будь-якої з розглянутих тут моделей. Майбутні дослідження, що використовують або поєднують поведінкові, когнітивні та біопсихологічні методи, можуть пояснити процеси, що лежать в основі поведінки та суджень, пов’язаних з часом, у тварин та людей.  

### Нейронний годинник суб’єктивного часу
Альберт Цао та його колеги з Інституту системної нейронауки ім. Кавлі вважають, що виявили нейронний годинник, який відраховує час, коли людина переживає певний досвід. Фіксуючи популяцію клітин мозку, дослідники виявили потужний сигнал, що кодує час, глибоко всередині мозку. Цао зазначає:
|  | Наше дослідження розкриває, у який спосіб мозок фіксує час, переживаючи певну подію. Мережа не кодує час чітко. Те, що ми вимірюємо, — це скоріше суб’єктивний час, що випливає з безперервного потоку досвіду. |

Нейронний годинник організовує наш досвід в упорядковану послідовність подій. Це стимулює роботу внутрішнього годинника для суб’єктивного сприйняття часу. У такий спосіб, досвід та послідовність подій у межах досвіду є субстанцією, на яку спирається суб’єктивний час та яка вимірюється мозком.

### Часопростір та пам’ять у мозку

Ілюстрація демонструє епізодичний час упродовж чотирьох годин катання на лижах вгору та вниз крутим схилом, включно з подіями, що змінюють сприйняття часу лижника. Ідея полягає в тому, що пережитий час залежить від подій і може сприйматися швидше або повільніше за годинниковий.

Подружжя Мей-Бритт та Едвард Мозер 2005 року відкрили нейрони решітки, які розпізнають наше середовище в різних масштабах, поділяючи простір на шестикутні одиниці. Мозери разом зі своїм колегою та наставником Джоном О’Кіфом з Університетського коледжу Лондона 2014 року отримали Нобелівську премію з фізіології та медицини за їхнє відкриття клітин, що складають систему в мозку, котра дозволяє орієнтуватися в просторі.
Надихнувшись відкриттям Мозерів нейронів решітки, що кодують простір, Цао 2007 року вирішив збагнути принцип роботи загадкової латеральної борозни. Ця ділянка мозку знаходиться поруч з медіальною енторинальною корою, де його наставники — Мозери — відкрили нейрони решітки. 
|  | Здавалося, що в активності цих клітин не було ніякого патерну. Сигнал весь час змінювався. |

— каже професор Мозер, і лише в останні кілька років після відкриття дослідники отримали дані, що сигнал дійсно змінюється з часом.
В ході подальших досліджень виявлений нейронний запис пережитого часу в латеральній борозні — на ілюстрації помічений зеленим кольором. Поруч з латеральною борозною — медіальна енторинальна кора, місце сприймання простору в мозку (не зображено). Поруч з медіальною енторинальною корою розташований гіпокамп, структура, в якій інформація з часових та просторових мереж збирається для формування епізодичних спогадів.
Вченим потрібно було лише розшифрувати сигнал одного нейрону решітки, щоб виявити, як саме простір кодується в медіальній енторинальній корі. Розшифровка часу в латеральній борозні виявилася більш складним завданням. Лише переглядаючи активність із сотень клітин, Цао та його колеги змогли побачити, що сигнал кодує час.